# Grenzach-Wyhlen
Grenzach-Wyhlen es un municipio en el distrito de Lörrach en Baden-Wurtemberg, Alemania.

## Ubicación
Las dos aldeas Grenzach y Wyhlen están ubicadas en el extremo suroeste del macizo montañoso Dinkelberg a orillas del Rin. Municipios vecinos son la ciudad de Basilea en Suiza, Rheinfelden e Inzlingen.

## Historia
El asentamiento romano (siglos I a III) se llamó Carantiacum, que significa tanto como finca del Carantius. Se supone que de este nombre se desarrolló a lo largo del tiempo el topónimo actual Grenzach. En el siglo III los alamanes se asentaron en la región. A causa de los restos de los edificios romanos llamaron el área oriental del presente término municipal ze wilon que puede ser traducido como junto a las villas que es el origen del topónimo Wyhlen.